# 第五大道712号
第五大道712号（712 5th Avenue）是位于纽约市曼哈顿56街上一座高650英尺（200）的摩天大楼。建筑施工时间为1990到1991年。它是纽约市第53高的建筑。